# Bourle (Galim-Tignère)
Pour les articles homonymes, voir Bourle (homonymie).
Bourle est un village de la commune de Galim-Tignère situé dans la région de l'Adamaoua et le département du Faro-et-Déo, à proximité de la frontière avec le Nigeria.

## Population
Lors du recensement de 2005, le village était habité par 153 personnes, 87 de sexe masculin et 66 de sexe féminin.